# Panda Restaurant Group
La patente del Panda Restaurant Group, de Panda Inn, Panda Express & Hibachi-San, fue fundada por Andrew y Peggy Cherng y el padre de Andrew, Chef Maestro Robert Cherng, que vivieron en Yangzhou región de la provincia china Jiangsu. Ellos abrieron el primer restaurante Panda Inn en 1973 en Pasadena, California.

## Empresas
El Panda Restaurant Group cuenta con las cadenas Panda Express, Panda Inn y Hibachi-San. 
Panda Express, es la cadena más popular, y tiene alrededor de 1.010 ubicaciones, convirtiéndola en la cadena de comida rápida china más grande de los Estados Unidos. También, Panda Express es conocido por pagar un salario más alto que el salario mínimo federal y estatal.
Panda Inn, es una cadena de restaurantes con 7 ubicaciones, todos en California.